# Pucun (köpinghuvudort i Kina, Shaanxi, lat 34,47, long 107,75)
Pucun är en köpinghuvudort i Kina. Den ligger i provinsen Shaanxi, i den nordvästra delen av landet, omkring 110 kilometer väster om provinshuvudstaden Xi'an. Antalet invånare är 24 236. Befolkningen består av 11 647 kvinnor och 12 589 män. Barn under 15 år utgör 13,0 %, vuxna 15-64 år 75 %, och äldre över 65 år 10,0 %.
Runt Pucun är det tätbefolkat, med 570 invånare per kvadratkilometer. Närmaste större samhälle är Fufeng, 16,7 km sydost om Pucun. Trakten runt Pucun består till största delen av jordbruksmark.
Genomsnittlig årsnederbörd är 730 millimeter. Den regnigaste månaden är september, med i genomsnitt 159 mm nederbörd, och den torraste är december, med 2 mm nederbörd.